# سوروس ۳۶۵۲
سیارک ۳۶۵۲ (به انگلیسی: 3652 Soros، نامگذاری:1981TC3) سه هزار و ششصد و پنجاه و دومین سیارک کشف شده‌است که در ۶ اکتبر ۱۹۸۱ کشف شد.
قدر مطلق سیارک برابر ۱۳٫۰۰ است.